# Popowia argentea
Popowia argentea är en kirimojaväxtart som beskrevs av De Wild. Popowia argentea ingår i släktet Popowia och familjen kirimojaväxter. Inga underarter finns listade i Catalogue of Life.